# ليام أبيرنيثي
ليام أبيرنيثي (بالإنجليزية: Liam Abernethy)‏ هو لاعب قذف أيرلندي، ولد في 1929 في Castlemartyr ‏ في جمهورية أيرلندا، وتوفي في أكتوبر 1980.